# Línea 6 (Salamanca de Transportes)
La línea 6 de la red de Autobuses urbanos de Salamanca une el barrio de Garrido con el Barrio San José, pasando por los hospitales.

## Características
La línea 6 enlaza el barrio de Garrido con el Barrio San José en aproximadamente 30 minutos. Este recorrido también es realizado por la línea 3 con la diferencia de que esta línea lo realiza por los hospitales de la ciudad mientras que la línea 3 lo hace por la Gran Vía.
Esta línea comenzó a prestar servicio en el año 1990 con el recorrido que realiza actualmente. Sin embargo, antiguamente esta línea contaba con una sublínea, la línea 6-B, que realizaba el recorrido Carretera de Zamora - San José, que comenzaba a prestar servicio a partir de las 18:00h hasta fin de servicio con los mismos coches que durante el resto del día realizaban el recorrido de la línea 6 normal finalizando a la altura de la actual glorieta de la Ruta de la Plata.
Al igual que el resto de las líneas urbanas de la ciudad de Salamanca, está operada por Salamanca de Transportes, perteneciente a Grupo Ruiz.

### Frecuencias
| Lunes a viernes laborables |                |
| de 7:30 a 22:50            | cada 20-30 min |
| Sábados laborables         |                |
| de 8:30 a 22:50            | cada 20-30 min |
| Domingos y festivos        |                |
| de 10:00 a 22:30           | cada 30 min    |

| Lunes a viernes laborables |                |
| de 7:20 a 22:40            | cada 20-30 min |
| Sábados laborables         |                |
| de 8:20 a 22:40            | cada 20-30 min |
| Domingos y festivos        |                |
| de 10:00 a 22:30           | cada 30 min    |

NOTA: La última expedición de lunes a sábado finaliza en la parada del paseo de San Vicente a la altura del antiguo Hospital Virgen de la Vega en cada sentido.

## Recorrido y paradas

### Sentido San José
La línea inicia su recorrido en la avenida de los Cedros, en las proximidades de la plaza de Barcelona. Recorre esta avenida hasta la glorieta en su cruce con la avenida de Federico Anaya, donde gira a la izquierda para encarar esta avenida en dirección al centro de la ciudad. Continúa por la prolongación de esta, la calle María Auxiliadora, dejando a su derecha el centro comercial de El Corte Inglés. Al final de esta calle toma la avenida de Mirat hasta la puerta de Zamora, donde continúa por el paseo de Carmelitas en dirección a los hospitales.
Una vez llegado el recorrido al paseo del Desengaño, gira a la derecha para cruzar el río a través del Puente de Sánchez Fabrés, donde, una vez pasado el puente, gira a la izquierda para tomar el paseo del Progreso hasta la glorieta de Vetones y Vacceos, que usará para tomar la calle Saavedra y Fajardo hasta su cruce con la avenida de Carlos I, que tomará girando a la izquierda de nuevo, pasando por las proximidades del barrio de La Vega y por el Estadio Municipal Reina Sofía.
Al final de esta avenida, gira a la derecha para continuar por la calle Hilario Goyenechea, ya en el barrio de San José, par girar a la izquierda recorriendo tanto las calles Maestro Serrano como Joaquín Rodrigo, donde realizará un cambio de sentido para situarse en la cabecera de la línea en sentido Garrido.
NOTA: La última expedición finaliza de lunes a sábado en la parada señalada en amarillo.
| Código | Parada                              | Común con       | Otros                                 |
| ------ | ----------------------------------- | --------------- | ------------------------------------- |
| 69     | Avenida de Los Cedros, 43           | 3               |                                       |
| 70     | Avenida de Los Cedros, 25           | 3               |                                       |
| 71     | Avenida de Los Cedros, 3            | 3               |                                       |
| 72     | Avenida de Federico Anaya, 19       | 3               |                                       |
| 73     | Avenida de María Auxiliadora, 71-85 | 3               |                                       |
| 74     | Avenida de María Auxiliadora, 61    | 3               |                                       |
| 75     | Avenida de María Auxiliadora, 1-11  | 3               |                                       |
| 33     | Avenida de Mirat, 22                | 2 9 10 11 13    |                                       |
| 34     | Plaza de Gabriel y Galán            | 10 11 13        | Transporte Metropolitano de Salamanca |
| 35     | Paseo de Carmelitas, 94             | 5 10 11         |                                       |
| 36     | Paseo de San Vicente, 106           | 4 5 10 11 14 15 | Transporte Metropolitano de Salamanca |
| 335    | Paseo de San Vicente, s/n           | 4 10 14 15      |                                       |
| 37     | Paseo del Desengaño, s/n            | 10 14           |                                       |
| 143    | Paseo del Progreso, s/n             | 14              |                                       |
| 144    | Avenida de Saavedra y Fajardo, 18   | 9 12 14         |                                       |
| 145    | Avenida de Carlos I, frente 29      | 12              |                                       |
| 146    | Avenida de Carlos I, frente 105     | 12              |                                       |
| 86     | Calle Hilario Goyenechea, 20        | 3               |                                       |
| 87     | Calle Maestro Serrano, s/n          | 3 12            |                                       |
| 147    | Calle Joaquín Rodrigo, 48           | 12              | Transporte Metropolitano de Salamanca |

### Sentido Garrido
La línea inicia su recorrido en la calle Joaquín Rodrigo, continuando hasta el cruce con la calle Maestro Serrano, girando a la derecha dos veces hasta llegar a la calle Hilario Goyenechea, que recorrerá hasta la avenida de Carlos I, la cual toma, pasando por el lateral del barrio de La Vega y por el Estadio Municipal Reina Sofía hasta el cruce con la avenida de Saavedra y Fajardo, la cual le servirá el recorrido para bajar hasta la ribera del Tormes.
En la glorieta de Vetones y Vacceos gira a la izquierda para continuar por el paseo del Progreso, dejando a su derecha el Puente Romano. Una vez llegados a la zona de Salas Bajas, girará a la derecha para atravesar el río por el Puente de Sánchez Fabrés y, tras él, iniciar la subida por los paseos del Desengaño, San Vicente y Carmelitas hasta la puerta de Zamora, pasando por los Hospitales.
Llegado el recorrido a la puerta de Zamora, continuará por la avenida de Mirat, que recorrerá en su totalidad hasta la plaza de España, donde realizará un cambio de sentido para poderse incorporar a la calle María Auxiliadora, para recorrerla y continuando por la avenida de Federico Anaya (prolongación de ésta) hasta el cruce con la avenida de los Cedros, donde finalmente establece su cabecera para el sentido San José.
NOTA: La última expedición finaliza todos los días en la parada señalada en amarillo.
| Código | Parada                            | Común con       | Otros                                 |
| ------ | --------------------------------- | --------------- | ------------------------------------- |
| 147    | Calle Joaquín Rodrigo, 48         | 12              | Transporte Metropolitano de Salamanca |
| 208    | Calle Joaquín Rodrigo, s/n        | 3 12            |                                       |
| 78     | Calle Maestro Serrano, s/n        | 3 12            |                                       |
| 79     | Calle Hilario Goyenechea, 29      | 3 13            |                                       |
| 83     | Avenida de Carlos I, 105          | 12              |                                       |
| 148    | Avenida de Carlos I, 29           | 12              |                                       |
| 149    | Avenida de Saavedra y Fajardo, 27 | 12              |                                       |
| 150    | Paseo del Progreso, s/n           | 14              |                                       |
| 38     | Paseo del Desengaño, s/n          | 4 10 14         | Transporte Metropolitano de Salamanca |
| 334    | Paseo de San Vicente, s/n         | 4 10 14         |                                       |
| 39     | Paseo de San Vicente, 101         | 4 5 10 11 14 15 | Transporte Metropolitano de Salamanca |
| 40     | Paseo de Carmelitas, 85           | 5 10 11         |                                       |
| 41     | Avenida de Mirat, 43              | 2 9 10 11 13    | Transporte Metropolitano de Salamanca |
| 42     | Avenida de Mirat, 13              | 2 9 10 11 13    |                                       |
| 91     | Calle de María Auxiliadora, 10    | 3               |                                       |
| 92     | Avenida de María Auxiliadora, 48  | 3               |                                       |
| 93     | Avenida de María Auxiliadora, 70  | 3               |                                       |
| 94     | Avenida de Federico Anaya, 24     | 3               |                                       |
| 95     | Avenida de Los Cedros, 6          | 3               |                                       |
| 96     | Avenida de Los Cedros, 18         | 3               |                                       |
| 97     | Avenida de Los Cedros, 40         | 3               |                                       |